# Cephalozia fluitans
Cephalozia fluitans là một loài rêu trong họ Cephaloziaceae. Loài này được Nees Spruce mô tả khoa học đầu tiên năm 1882.